# Gornja Konjščina
Gornja Konjščina – wieś w Chorwacji, w żupanii krapińsko-zagorskiej, w gminie Konjščina. W 2011 roku liczyła 117 mieszkańców.